# يوريكو ياماموتو
يوريكو ياماموتو (باليابانية: 山本 百合子) مواليد 13 فبراير 1960، هي مؤدية أصوات يابانية.

## الأعمال
- المخترع الصغير
- ساندي بل
- سيف النار
- جورجي
- سانت سيا

## وصلات خارجية
- يوريكو ياماموتو على موقع IMDb (الإنجليزية)
- يوريكو ياماموتو على موقع ميوزك برينز (الإنجليزية)
- يوريكو ياماموتو على موقع قاعدة بيانات الفيلم (الإنجليزية)
- يوريكو ياماموتو على موقع ANN person (الإنجليزية)